# وایتینگ (ایندیانا)
وایتینگ، ایندیانا (به انگلیسی: Whiting, Indiana) یک شهر در ایالات متحده آمریکا با جمعیت ۴٬۹۹۷ نفر است که در شهرستان لیک، ایندیانا واقع شده‌است.

## موقعیت جغرافیایی
موقعیت جغرافیایی شهرها و مناطق اطراف به شرح زیر است: